# Assembleia Geral de Nova Jérsei

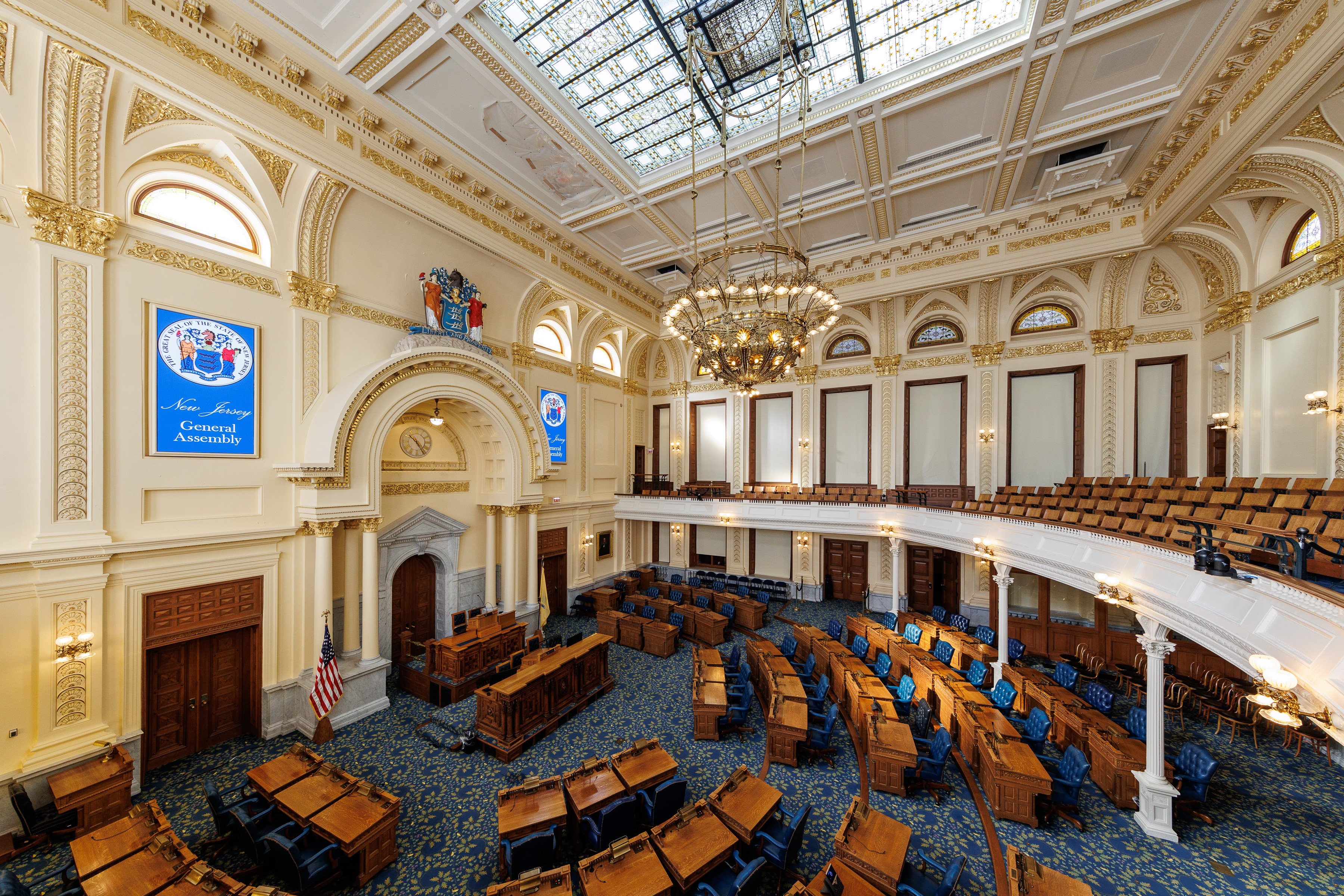
Assembleia Geral de Nova Jérsei

A Assembleia Geral de Nova Jérsei é a câmara baixa do Parlamento de Nova Jérsei. É constituída por 80 membros. Dois membros são eleitos de cada um dos 40 distritos de Nova Jérsei para um mandato de dois anos, cada uma representando distritos com populações média de 210 359 (dados de 2000). Ser elegível para ser executado, um potencial candidato deve ter pelo menos 21 anos de idade, e deve ter vivido em Nova Jérsei, pelo menos, dois anos antes da eleição. Eles também devem ser residentes de seus distritos.